# گل (وبگاه)
وب‌گاه گل، یکی از وب‌گاه‌های خبری در زمینهٔ فوتبال است. این وب‌گاه در سال ۲۰۰۴ راه‌اندازی شد. در حال حاضر این سایت متعلق به گروه دازن است. گل بزرگ‌ترین وبسایت مکتوب فوتبال آنلاین در جهان و دومین وبسایت ورزشی آنلاین پس از ای‌اس‌پی‌ان است. سایت گل با ۱۹ بخش زبانی بیش از ۵۰ کشور را پوشش می‌دهد و یکی از بزرگ‌ترین بنگاه‌های خبر پراکنی فوتبال جهان به شمار می‌رود. این وب‌سایت از طریق وب‌سایت تعاملی، برنامه‌های تلفن‌همراه و کانال‌های اجتماعی خود، امتیازات زنده و آخرین اخبار باشگاه‌های فوتبال را به کاربران ارائه می‌دهد. این سایت اخبار فوری، نتایج هم‌زمان مسابقات، خلاصهٔ دیدارها و اخبار لحظه‌به‌لحظهٔ تیم‌های بزرگ فوتبال را خبر رسانی می‌کند. در بخش فارسی آن روزنامه‌نگارانی چون محمد نوری‌فر، علی اکبر، بهنام صفرزاده، علی مغانی، غزال زیاری، حمید کشاورز، هادی رجب، مهدی حاجی‌خانی و محمد حاجی‌خانی در تحریریه وبگاه گل (ایران) حضور داشتند.

## بخش فارسی وبگاه
بخش فارسی وبگاه گل در تاریخ ۲۶ اسفند ۱۳۸۷ در ایران راه‌اندازی شد و سردبیری آن به پژمان راهبر که یکی از شناخته‌شده‌ترین روزنامه‌نگاران ورزشی بود، سپرده شد. راهبر و تیم رسانه‌ای‌اش با ایده‌های جذاب و نگاه متفاوت به فوتبال‌نویسی تغییری عمیق در فضای آنلاین به وجود آوردند که بسیاری از سایت‌های امروزی آنلاین ایران مسیر این سایت ورزشی را در پیش گرفتند. یکی از معروف‌ترین مصاحبه‌های این سایت که در بسیاری از رسانه‌های مهم جهان بازتاب داشت گفتگوی محمد و مهدی حاجی‌خانی با ساندرو راسل، مدیر عامل وقت بارسلونا در مراسم گلدن گلوب بود. بخش فارسی وبگاه گل از اسفند ۱۳۸۷ تا  ۳ اسفند ۱۳۹۲، مهم‌ترین و بی‌رقیب ترین وبگاه فوتبالی در ایران بود اما به یکباره و با اعلام پژمان راهبر در یک خبر فوری، تعطیلی این وبگاه رسانه‌ای شد و دلیل این اتفاق تحریم‌های آمریکا بیان شد. بخش فارسی این وبگاه در سال ۲۰۱۴، فعالیت خود را در ایران تعطیل کرد.

## امکانات
از امکانات این وبگاه ورزشی می‌توان به وجود بخش انجمن، گزارش خبری در مورد حواشی فوتبال جهان و اعلام نتایج مسابقات لیگ‌ها اشاره کرد.